# Cuccaro Monferrato
Cuccaro Monferrato (piemontesisch Cucri, im lokalen Dialekt Chicri) ist eine Fraktion der italienischen Gemeinde Lu e Cuccaro Monferrato in der Provinz Alessandria (AL), Region Piemont.
Die Gemeinde Cuccaro Monferrato wurde am 1. Februar 2019 mit Lu zu neuen Gemeinde Lu e Cuccaro Monferrato zusammengeschlossen. Sie hatte zuletzt 323 Einwohner (Stand 31. Dezember 2017) auf einer Fläche von 5,35 km². Die Nachbargemeinden waren Camagna Monferrato, Fubine, Lu, Quargnento und Vignale Monferrato.

## Kulinarische Spezialitäten
Bei Cuccaro Monferrato werden Reben der Sorte Barbera für den Barbera d’Asti, einen Rotwein mit DOCG Status angebaut.